# U-847
| U-847                      | U-847                                                                      | U-847                                                                      |
| -------------------------- | -------------------------------------------------------------------------- | -------------------------------------------------------------------------- |
|                            |                                                                            |                                                                            |
|                            |                                                                            |                                                                            |
|                            |                                                                            |                                                                            |
| Під прапором               | Третій рейх                                                                | Третій рейх                                                                |
| Спуск на воду              | 5 вересня 1942 року                                                        | 5 вересня 1942 року                                                        |
| Виведений зі складу флоту  | 27 серпня 1943 року                                                        | 27 серпня 1943 року                                                        |
| Сучасний статус            | затоплений                                                                 | затоплений                                                                 |
| Проєкт                     |                                                                            |                                                                            |
| Тип ПЧ                     | Торпедний ДПЧ                                                              | Торпедний ДПЧ                                                              |
| Основні характеристики     |                                                                            |                                                                            |
| Швидкість (надводна)       | 19,2 вузлів                                                                | 19,2 вузлів                                                                |
| Швидкість (підводна)       | 6,9 вузлів                                                                 | 6,9 вузлів                                                                 |
| Гранична глибина занурення | 230 м                                                                      | 230 м                                                                      |
| Екіпаж                     | 57 осіб                                                                    | 57 осіб                                                                    |
| Розміри                    |                                                                            |                                                                            |
| Довжина найбільша (по КВЛ) | 87,6 м                                                                     | 87,6 м                                                                     |
| Ширина корпусу найб.       | 7,5 м                                                                      | 7,5 м                                                                      |
| Висота                     | 10,2 м                                                                     | 10,2 м                                                                     |
| Середня осадка (по КВЛ)    | 5,4 м                                                                      | 5,4 м                                                                      |
| Водотоннажність надводна   | 1616 т                                                                     | 1616 т                                                                     |
| Озброєння                  |                                                                            |                                                                            |
| Артилерія                  | 1 × 88-мм палубна гармата SK C/32                                          | 1 × 88-мм палубна гармата SK C/32                                          |
| Торпедно- мінне озброєння  | 4 носових і два кормових ТА. 22 торпеди або 44 міни TMA чи 66 TMB          | 4 носових і два кормових ТА. 22 торпеди або 44 міни TMA чи 66 TMB          |
| ППО                        | 1 × 37-мм зенітна гармата SKC/30 2 (1 × 2) × 20-мм зенітні гармати FlaK 30 | 1 × 37-мм зенітна гармата SKC/30 2 (1 × 2) × 20-мм зенітні гармати FlaK 30 |

U-847 — німецький підводний човен типу IXD2, часів Другої світової війни.
Замовлення на будівництво човна було віддане 20 січня 1941 року. Човен був закладений на верфі суднобудівної компанії «AG Weser» у Бремені 23 листопада 1941 року під заводським номером 1053, спущений на воду 5 вересня 1942 року, 23 січня 1943 року увійшов до складу 4-ї флотилії. Також за час служби перебував у складі 12-ї флотилії.
Човен зробив 1 бойовий похід, у якому не потопив і не пошкодив жодного судна.
27 серпня 1943 року потоплений в Саргасовому морі (28°19′ пн. ш. 37°58′ зх. д. / 28.317° пн. ш. 37.967° зх. д.) торпедою бомбардувальника «Евенджер» з ескортного авіаносця ВМС США «Кард». Всі 62 члени екіпажу загинули.

## Командири
- Капітан-лейтенант Фрідріх Гуггенбергер (23 січня — 1 лютого 1943)
- Корветтен-капітан Вільгельм Ролльманн (26 січня — 26 січня 1943)
- Капітан-лейтенант Йост Мецлер (1 лютого — 30 червня 1943)
- Капітан-лейтенант Герберт Куппіш (1 липня — 27 серпня 1943)